# Winter 1941/42
Der Winter 1941/42 war ein außergewöhnlich kalter Winter, der durch eine stationäre Wetterlage ausgelöst wurde. Durch den ganzen Winter war ein blockierendes Hoch über der Kola-Halbinsel präsent. Gleichzeitig haben sich ein unabhängiges Tief direkt im Mittelmeerraum und eines im Westen von Russland bis zum Mittelmeerraum festgesetzt. Daher sind Tiefs nördlich von Skandinavien abgelenkt worden. Anfang Januar 1942 kamen milde Südwest-Winde auf, ein Hoch entwickelte sich in Südschweden und setzte sich dann langsam Richtung Kola-Halbinsel fort, wo das Hoch für den Rest des Januars verblieb. Dadurch entstand eine Omegalage. Ende Januar wurden 1942 die Tiefdruckgebiete im Mittelmeer aktiver, jedoch gab es ein großes Tief über Mitteleuropa. Es gab jedoch nicht viele Tiefs, die in Mitteleuropa wanderten. Im westlichen Russland gab es ein Hochdruckgebiet, das für sehr kalte Oberflächentemperaturen sorgte. Im Januar wanderte ein besonders kaltes Tief über Mittelschweden und Finnland und dann weiter Richtung Westrussland. Am 16. Januar teilte sich das Tief. Eines kam stationär über Deutschland zu liegen und ein zweites, das östlich weiter zog, vereinigte sich mit kalter sibirischer Luft. Das zweite Tief war am 16. Januar über Moskau und wanderte anschließend wieder westwärts. Am 22. Januar gab es in der Nähe von Moskau Temperaturen von −39 °C und die Werte sanken sogar noch, sodass man im südlichen Finnland am 23. Januar −43 °C maß. In Königsberg wurden am 25. Januar −34 °C gemessen – eine Oberflächentemperatur, die zuletzt am 16. Januar 1813 in dieser Gegend gemessen wurde. Das Tief verlagerte sich weiter nach Westen auf die Nordsee, wo es stehen blieb, weil Nordwestwinde das Tief nicht mehr weiterziehen ließen. Das nächste Mal, als man so tiefe Temperaturen maß, war der 10. Januar 1987, als es eine ähnliche Wetterlage in der Region gab. Der sehr strenge Winter hatte Auswirkungen auf die Offensive der Deutschen im 2. Weltkrieg gegen die Sowjetunion und wird als ein Grund angesehen, dass diese Offensive nicht mehr so vorankam wie erwartet.
In jenem Winter zerstörten Eisgang und Sturmflut mehrere Seebrücken entlang der pommerschen Ostseeküste. Unter anderem wurde der Anlegesteg der Seebrücke Ahlbeck Opfer dieses Winters.
Auch in der Schweiz wurde ein harter Winter aufgezeichnet, so hatte Schaffhausen in diesem Winter eine Schneedecke von über einem Meter und Temperaturen von bis zu −19 °C zu Weihnachten 1941.